# Jižní Jemen
Jižní Jemen je historické území a bývalý stát (zvaný oficiálně Jemenská lidově demokratická republika nebo krátce Demokratický Jemen) zahrnující jih a východ dnešního Jemenu. Jeho hlavním městem byl Aden. V minulosti toto území patřilo Spojenému království, které tu zřídilo Adenskou kolonii a Adenský protektorát, později Jihoarabskou federaci a Jihoarabský protektorát. Od roku 1967 do roku 1990 byl jižní Jemen nezávislou republikou a v současnosti je součástí sjednocené Jemenské republiky.

## Dějiny
Území Jižního Jemenu bylo v 7. století ovládnuto Arabskou říší, v roce 1538 byla většina Jemenu obsazena Osmanskou říší. Od 17. století si některá, především jižní knížectví (emiráty) zachovávaly značnou míru autonomie. V roce 1832 získali Britové území v jižní části a zejména strategický přístav Aden a na velké části jižního Jemenu ustanovili v roce 1886 protektorát. Na rozdíl od jihu byl Severní Jemen pevněji připoután k Osmanské říší, ale po povstání, které tu v roce 1911 proběhlo, získala oblast severního Jemenu značnou autonomii a po první světové válce se tam ustanovilo nezávislé Jemenské království.

### Britské kolonie a protektoráty
Zatímco tzv. Severní Jemen byl nezávislým královstvím, jih zůstal britskou kolonií (Aden a okolí), respektive protektorátem (ostatní území). Smlouvou z roku 1934 Spojené království uznalo nezávislý Severní Jemen, který se naopak zřekl ambicí na připojení jižního Jemenu. Britové spravovali jihojemenské (nebo jihoarabské) državy jako součást Bombajské prezidence, resp. Britské Indie až do roku 1937; letech 1937–1957 je spravovali jako samostatně spravovanou korunní kolonii Adenská kolonie a Adenský protektorát (existoval už od roku 1886), který byl rozdělen na dva celky: Západoadenský protektorát a Východoadenský protektorát (většina na území Hadramautu). Ze Západoadenského protektorátu se utvořila v letech 1959–1962 Federace jihoarabských knížectví, která se v roce 1963 spojila s Adenskou kolonií a spolu utvořily Jihoarabskou federaci. Z Východoadenského protektorátu vznikl v roce 1963 na těch územích, která se nepřipojila k Jihoarabské federaci, Jihoarabský protektorát.

### Nezávislá lidová republika
Od roku 1963 vedla na území Jižního Jemenu, nacházejícího se pod britskou správou, Národně osvobozenecká fronta ozbrojený boj proti koloniální vládě. V důsledku této aktivity a v souvislosti se Suezskou krizí opustili Britové dne 28. listopadu 1967 toto území. O dva dny později byla na teritoriu Jihoarabské federace a Jihoarabského protektorátu vyhlášena Jihojemenská lidová republika.
V červnu 1969 se do čela státu dostalo radikální marxistické křídlo Národně osvobozenecké fronty. Byla přijata nová ústava zavádějící cenzuru a systém vlády jedné strany, bylo provedeno znárodnění a 1. prosince 1970 byl název státu změněn na Jemenská lidová demokratická republika, která byla socialistický stát.
V roce 1972 došlo k ozbrojenému konfliktu s Jemenskou arabskou republikou, po jehož skončení byla vyhlášena společná deklarace o souhlasu s budoucím sjednocením obou států. Jižní Jemen se následně snažil ovlivnit vnitřní záležitosti sousedního státu a podporoval levicové rebely na jeho území, což vedlo k vyhlášení války v roce 1979.
V Jemenské lidové demokratické republice fungoval komunistický politicko-hospodářský systém připomínající systémy komunistických států východní Evropy a RVHP. Hospodářství Jižního Jemenu fungovalo zejména díky dotacím ze Sovětského svazu.
V roce 1980 se prezidentem stal Ali Nasir Muhammad, který zmírnil marxistický režim v zemi a započal proces sbližování s ostatními arabskými zeměmi. Tato politika vedla k vnitřnímu konfliktu ve straně a dne 13. ledna 1986 ke státnímu převratu a občanské válce, kdy se vlády v zemi ujal Hajdar Abu Bakr al-Attas.
Hajdar Abu Bakr al-Attas zpočátku vedl protireformní politiku, ale v důsledku rozpadu komunistického bloku v Evropě nastalo od roku 1988 postupně zmírnění této politiky. Jižní Jemen se bez dotací ze SSSR začal propadat do hospodářské krize, což vedlo k urychlení procesu sjednocení se Severním Jemenem. V listopadu 1989 byla podepsána deklarace o sjednocení, v souladu s kterou dne 22. května 1990 oba státy vytvořily Jemenskou republiku.

## Administrativní dělení
Jižní Jemen byl rozdělen na 6 muhafáz resp. guvernorátů, které jsou zachovány i v současném členění Jemenu. Rozdílem je jen vyčlenění Sokotry z Adenského guvernorátu (jehož činila většinu rozlohy) a převedení části Lahíje pod nově zřízený guvernorát Dhale.
| Číslo na mapě | Název     | Rozloha (km²) | Sídlo     |
| I             | Aden      | 6 980         | Aden      |
| II            | Lahedž    | 12 766        | Lahedž    |
| III           | Abjan     | 21 489        | Zindžibár |
| IV            | Šabva     | 73 908        | Atak      |
| V             | Hadramaut | 155 376       | Mukallá   |
| VI            | Mahra     | 66 350        | Gajda     |